# Bathophilus ater
Bathophilus ater és una espècie de peix de la família dels estòmids i de l'ordre dels estomiformes.

## Morfologia
- Els mascles poden assolir 15 cm de longitud total.[4][5]

## Hàbitat
És un peix marí i d'aigües profundes.

## Distribució geogràfica
Es troba a l'Atlàntic sud (des de Namíbia fins a Sud-àfrica, i des del Brasil fins a l'Argentina) i el Pacífic sud (entre 32°S i 45°S).